# 1924年5月ドイツ国会選挙
1924年5月4日のドイツ国会選挙（独：Reichstagswahl vom 4. Mai 1924）は、1924年5月4日に行われたドイツの国会（Reichstag、ライヒスターク）の選挙である。 ブルジョワ政党が支持する少数与党政権だった第一次マルクス内閣が野党の反対動議を封じるために行った解散総選挙だったが、選挙戦中にドーズ案が提示されたことで選挙の争点はドーズ案の賛否となった。ドーズ案に賛成する与党と社民党が敗北し、ドーズ案に反対した国家人民党や共産党、国家社会主義自由党(当時禁止されていたナチ党の偽装政党)など極右極左が大勝する結果に終わった。

## 国会解散までの経緯
1923年のフランス軍のルール占領に対してドイツ政府は受動的抵抗(ルール住民にフランス占領当局への協力拒否を呼びかけ)を行っていたが、それによってハイパー・インフレが発生して経済が危機的状況となり、その収拾のために1923年8月にはドイツ人民党(DVP)のグスタフ・シュトレーゼマンを首相とし、人民党、中央党(Zentrum)、ドイツ社会民主党(SPD)、ドイツ民主党(DDP)、バイエルン人民党(BVP)など広範な政党が与党となる大連合政権が樹立された。
しかし社民党はザクセン・テューリンゲン問題(共産党を政権に参加させた社民党の州政府の解体に国軍が出動した事件)をめぐってシュトレーゼマン内閣に反感を持ち、与党から離脱。1923年11月23日に野党ドイツ国家人民党(DNVP)がバイエルン問題(バイエルンへの国軍の出動)やルールの受動的抵抗中止への反発から提出した内閣不信任案には社民党も賛成し、231対156で可決された。これによりシュトレーゼマン内閣は総辞職を余儀なくされた。
代わって11月30日に中央党のヴィルヘルム・マルクスが首相となり、中央党とドイツ人民党(DVP)とドイツ民主党(DDP)を与党とする第一次マルクス内閣を成立させた。通貨改革と財政再建という課題を前にしていた第一次マルクス内閣は、国会における基盤の弱さや時間的制約から議会審議は断念し、時限立法で授権法(全権委任法)を可決させて命令による事態の収拾を図った。
しかし1924年2月に国会が召集されるとそれらの命令の変更や廃止を求める野党の動議が続々と提出されたうえ、授権法の期限が切れる前日の2月14日に大統領緊急令で発令された第三次緊急課税令をめぐって野党の反感が高まった。社民党の緊急令廃止の動議が可決する恐れがあることから、3月13日にマルクス内閣は先手を打つ形で国会解散を決定した。

## 選挙戦
選挙戦中の4月9日にドイツ賠償問題のドーズ委員会とマッケンナ委員会は国際連盟賠償委員会に報告書を提出し、4月11日に国連賠償委員会がこれを承認した（ドーズ案）。ドイツ政府はこのドーズ案を受諾する方針を示したが、これにより選挙戦の争点は一気にドーズ案への賛否となった。
右翼野党の国家人民党はドーズ案を「第二のヴェルサイユ条約」として激しく批判した。一方左翼野党の社民党はドーズ案を容認した。
国家社会主義ドイツ労働者党(NSDAP,ナチ党)は当時党を禁止されていたので、ドイツ民族自由党とともに国家社会主義自由党(NSFP)という偽装政党を創設して選挙戦に臨んだ。共産党は1924年4月7日に禁止が解除されたのでそのまま選挙戦に参加した。国家社会主義自由党も共産党もドーズ案には反対を表明した。

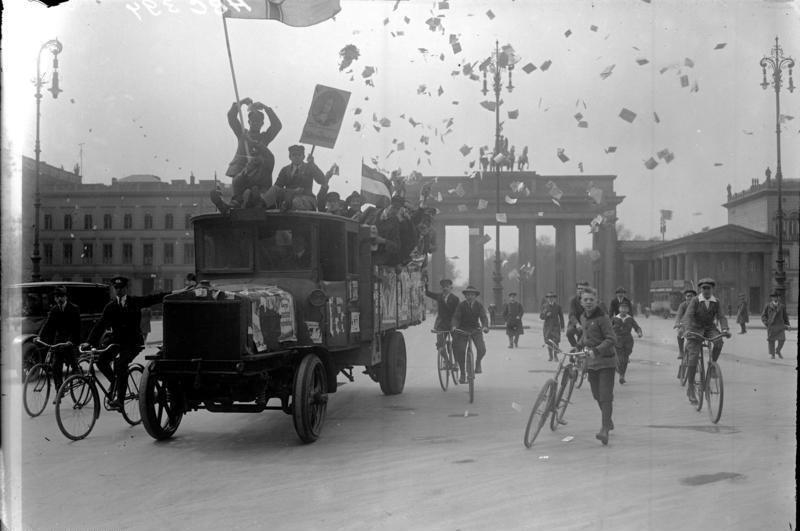
選挙活動する人民党
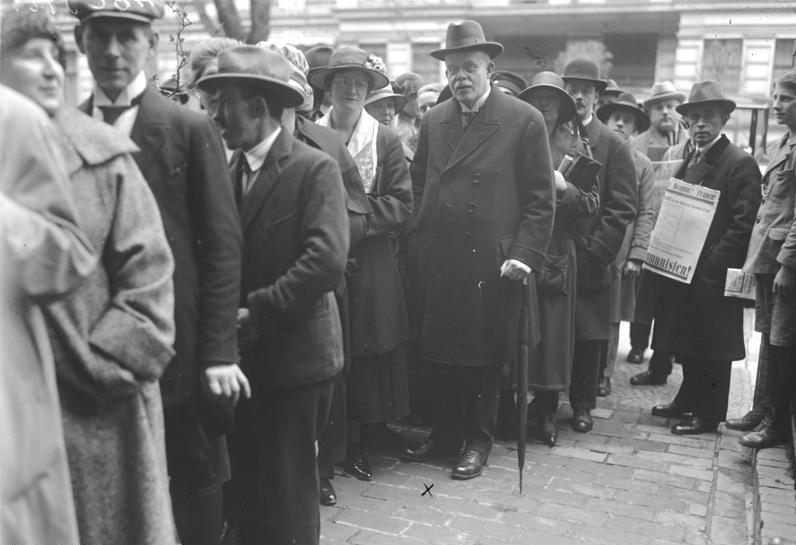
投票に並ぶヴィルヘルム・マルクス首相

## 選挙結果とその後の政局
5月4日の総選挙の結果は、ドーズ案に反対した極右と極左の大勝となった。国家人民党が65議席から96議席へ躍進。10議席獲得した農村リスト(Landliste)と合流して国会の第一党となった。共産党も17議席から一気に62議席へ躍進。ナチ党の偽装政党である国家社会主義自由党も初挑戦にして32議席を獲得した。
ドーズ案に賛成した与党と社民党は軒並み得票率を落とした。特に社民党は改選直前の議席171議席を100議席に落とす大敗を喫した。ブルジョワ政党では人民党と民主党も大きな打撃を受け、人民党は議席の三分の一を失って45議席、民主党は28議席しか取れなかった。
選挙に勝利した国家人民党はマルクス内閣に退陣を要求し、マルクス内閣はその要求通り5月26日に総辞職したが、結局6月2日には第1次内閣とほとんど同じ顔ぶれの第2次マルクス内閣が成立。マルクス内閣は国家人民党を与党に引き込もうという多数派工作を行い、ドーズ案関連法案の採決では国家人民党議員の投票を分裂させることに成功したが、同党を完全な与党に引き込むことはできず、また社民党を与党に引き込む工作にも失敗したので多数派工作を断念。10月20日には再び国会が解散され、12月7日に総選挙が行われることとなった。

## 各党の得票と獲得議席
- 選挙制度は比例代表制。選挙権は20歳以上の男女。
- 投票率は77.42%（前回選挙より2.04%減少）

各選挙区の最多得票政党とその得票率

|                                                            |                                     |                                     |                                     |                                     |                                     |
| 党名                                                       | 得票                                | 得票率 (前回比)                     | 得票率 (前回比)                     | 議席数 (前回比)                     | 議席数 (前回比)                     |
| ドイツ社会民主党 (SPD)                                     | 6,008,905票                         | 20.52%                              | -1.40%                              | 100議席                             | -3                                  |
| ドイツ国家人民党 (DNVP)                                    | 5,696,475票                         | 19.45%                              | +4.38%                              | 95議席                              | +24                                 |
| 中央党 (Zentrum)                                           | 3,914,379票                         | 13.37%                              | -0.27%                              | 65議席                              | +1                                  |
| ドイツ共産党 (KPD)                                         | 3,693,280票                         | 12.61%                              | +10.52%                             | 62議席                              | +58                                 |
| ドイツ人民党 (DVP)                                         | 2,694,381票                         | 9.20%                               | -4.70%                              | 45議席                              | -20                                 |
| 国家社会主義自由党 (NSFP) (ドイツ民族自由党と旧ナチ党勢力) | 1,918,329票                         | 6.55%                               | New                                 | 32議席                              | New                                 |
| ドイツ民主党 (DDP)                                         | 1,655,129票                         | 5.65%                               | -2.63%                              | 28議席                              | -11                                 |
| バイエルン人民党 (BVP)                                     | 946,648票                           | 3.23%                               | -0.92%                              | 16議席                              | -4                                  |
| 農村リスト                                                 | 574,939票                           | 1.96%                               |                                     | 10議席                              |                                     |
| ドイツ中産階級経済党 (WP)                                  | 500,820票                           | 1.71%                               | New                                 | 7議席                               | New                                 |
| ドイツ社会党                                               | 333,427票                           | 1.14%                               |                                     | 4議席                               |                                     |
| ドイツ＝ハノーファー党 (DHP)                               | 319,792票                           | 1.09%                               | -0.14%                              | 5議席                               | ±0                                  |
| ドイツ独立社会民主党 (USPD)                                | 235,145票                           | 0.80%                               | -18.01%                             | 0議席                               | -84                                 |
| バイエルン農民同盟                                         | 192,786票                           | 0.66%                               |                                     | 3議席                               |                                     |
| その他諸派                                                 | 597,363票                           | 2.04%                               |                                     | 0議席                               |                                     |
| 有効投票総数                                               | 29,281,798票                        | 100.00%                             |                                     | 472議席                             | +21                                 |
| 無効票                                                     | 427,582票                           |                                     |                                     |                                     |                                     |
| 投票有権者/全有権者数（投票率）                            | 29,709,380人/38,374,983人（77.42%） | 29,709,380人/38,374,983人（77.42%） | 29,709,380人/38,374,983人（77.42%） | 29,709,380人/38,374,983人（77.42%） | 29,709,380人/38,374,983人（77.42%） |
| 出典：Gonschior.de                                         |                                     |                                     |                                     |                                     |                                     |

## この選挙で初当選した著名な議員
- エルンスト・テールマン（ドイツ共産党所属。1925年10月からドイツ共産党党首となる）
- オットー・フォン・ビスマルク（ドイツ国家人民党所属。ドイツ帝国宰相オットー・フォン・ビスマルクの孫。侯爵）
- アルフレート・フォン・ティルピッツ（ドイツ国家人民党所属。ドイツ帝国時代の海軍大臣）
- ルドルフ・ヒルファーディング（ドイツ社民党所属。ドイツ蔵相。『金融資本論』の著者）
- ゴットフリート・フェーダー（国家社会主義自由党所属。国家社会主義ドイツ労働者党の前身ドイツ労働者党の創設メンバーの一人）
- ヴィルヘルム・フリック（国家社会主義自由党所属。後のドイツ内相）
- エーリヒ・ルーデンドルフ（国家社会主義自由党所属。第一次世界大戦時のドイツ帝国軍参謀次長。アドルフ・ヒトラーと並ぶミュンヘン一揆の中心人物）
- エルンスト・レーム（国家社会主義自由党所属。突撃隊の司令官）